# ラウタロ・バレンティ
ラウタロ・ロドリゴ・バレンティ（Lautaro Rodrigo Valenti, 1999年1月14日 - ）は、アルゼンチン・サンタフェ州ロサリオ出身のサッカー選手。セリエB・パルマ・カルチョ1913所属。ポジションはDF。

## クラブ経歴
2018年にCAラヌースのトップチームに昇格。2019-20シーズンよりトップチームに定着し、2019年7月27日のクラブ・デ・ヒムナシア・イ・エスグリマ・ラ・プラタ戦でプロ初ゴールを記録。同シーズンは22試合3ゴールを記録した。
2020年9月26日、パルマ・カルチョ1913に買取オプション付きのローン移籍で加入したことが発表された。